# Luca Kim Woon-hoe
Lucas Kim Woon-hoe (sinh 1944; tiếng Hàn:김운회 루가) là một Giám mục người Hàn Quốc của Giáo hội Công giáo Rôma. Ông hiện là Giám mục chính tòa Giáo phận Chuncheon, một giáo phận có địa phận tại hai miền Triều Tiên và Giám quản Tông Tòa Giáo phận Hàm Hưng, tại Triều Tiên. Ông cũng từng đảm trách nhiệm vụ là Giám mục phụ tá Tổng giáo phận Seoul.

## Tiểu sử
Giám mục Lucas Kim Woon-hoe sinh ngày 18 tháng 10 năm 1944 tại Seoul, Hàn Quốc. Sau quá trình tu học dài hạn tại các chủng viện theo quy định của Giáo luật, ngày 8 tháng 12 năm 1973, Phó tế Woon-hoe, 29 tuổi, tiến đến việc được truyền chức linh mục, do Hồng y Stephen Kim Sou-hwan, Tổng giám mục Seoul. Tân linh mục tcũng chính là thành viên của linh mục đoàn Tổng giáo phận Seoul.
Sau gần 30 năm thực hiệnc ác công việc mục vụ trên cương vị là một linh mục, ngày 12 tháng 10 năm 2002, tin tức từ Tòa Thánh loan báo việc Giáo hoàng đã quyết định tuyển chọn linh mục Lucas Kim Woon-hoe, 58 tuổi, gia nhập vào hàng ngũ các Giám mục, cụ thể với chức danh Giám mục Phụ tá Tổng giáo phận Seoul và danh hiệu Giám mục Hiệu tòa Vadesi. Lễ tấn phong cho vị giám mục tân cử được tổ chức sau đó vào ngày 21 tháng 11 cùng năm, với phần nghi lễ truyền chức được cử hành bởi 3 giáo sĩ cap cấp. Chủ phong cho vị tân chức là Tổng giám mục Nicholas Cheong Jin-Suk, Tổng giám mục chính tòa Tổng giáo phận Seoul. Hai vị còn lại với vai trò phụ phong gồm có Giám mục Joseph Lee Han-taek, S.J., Giám mục Phụ tá Seoul và Giám mục Andrew Yeom Soo-jung, cũng là một giám mục Phụ tá khác của Seoul. Tân giám mục chọn cho mình châm ngôn:Unanimes caritate.
Ngày 28 tháng 1 năm 2010, Tòa Thánh công bố thông tin rằng Giáo hoàng đã quyết định thuyên chuyển Giám mục Woon-hoe làm Giám mục chính tòa Giái phận Chuncheon và Giám quản Tông Tòa Giáo phận Hàm Hưng, thuộc Triều Tiên. Tân giám mục đã đến Chuncheon nhận nhiệm sở mới của mình vào ngày 25 tháng 3 sau đó.
Giám mục Kim cũng từng tham dự hai chuyến đi viếng thăm Tòa Thánh cùng các giám mục Hàn Quốc được tổ chức vào tháng 11 năm 2007 và tháng 3 năm 2015.